# Hahnia caeca
Hahnia caeca är en spindelart som först beskrevs av C.Constantin Georgescu och Serban M. Sarbu 1992.  Hahnia caeca ingår i släktet Hahnia och familjen panflöjtsspindlar.
Artens utbredningsområde är Rumänien. Inga underarter finns listade i Catalogue of Life.